# Darija Hussjak
Darija Jurijiwna Hussjak (ukrainisch Дарія Юріївна Гусяк, * 4. Februar 1924 in Truskawez, Woiwodschaft Lwów; † 12. August 2022 in Lwiw) war eine sowjetisch-ukrainische politische Aktivistin und Verbindungsperson der Ukrainischen Aufständischen Armee.

## Biografie

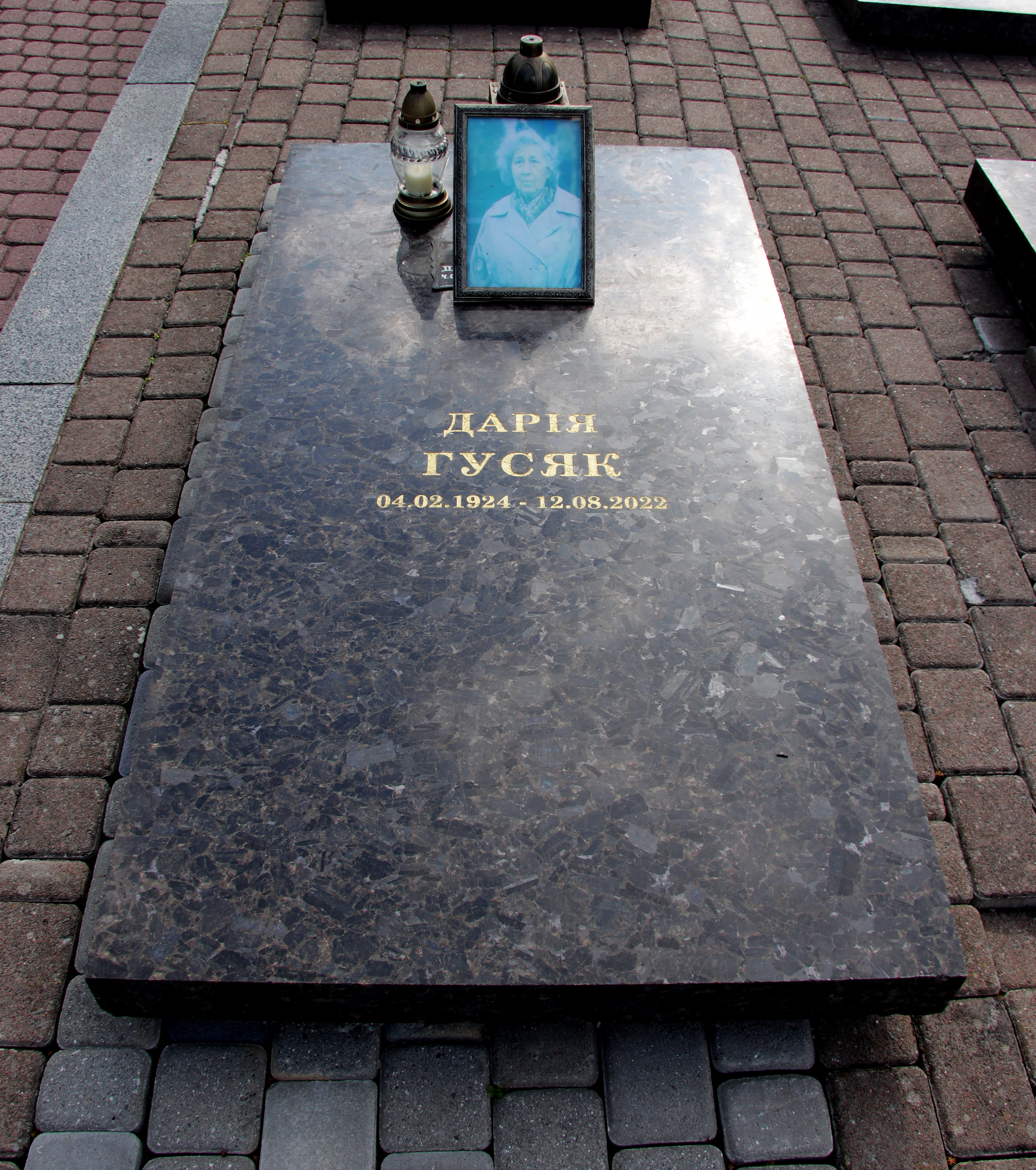
Grab auf dem Lytschakiwski-Friedhof

Sie absolvierte die ukrainische Volksschule und 1943 das Handelsgymnasium in Drohobytsch. In ihrer Heimatstadt arbeitete sie als Buchhalterin. Alle ihre Familienmitglieder hatten Verbindungen zur Organisation Ukrainischer Nationalisten (OUN). Ihre Verwandten gehörten zu den Anführern der Rebellen in Truskawez. Als sie und ihre Mutter 1947 die Gefahr einer Verhaftung durch das MGB bemerkten, organisierten Olha Ilkiw und Kateryna Saryzka ihnen die Flucht in den Untergrund. Sie erhielten gefälschte Dokumente, mit denen sie sich als polnische Einwanderinnen ausgaben und zogen in ein Pfarrhaus in Hrimne um. Hussjak wurde eine Verbindungsperson des Oberbefehlshabers der Ukrainischen Aufständischen Armee (UPA) Roman Schuchewytsch. Sie und ihre Mutter organisierten für Schuchewytsch Häuser, in denen er unter falschem Namen lebte. 1948 wurde Hussjak in die OUN aufgenommen.
Als die Polizei sie fand, mussten sie erneut fliehen und lebten zwei Jahre in Bilohorschtscha. In Lwiw war Hussjak als Urkundenfälscherin tätig. Im Winter 1950 besuchte sie Moskau um herauszufinden, ob die Botschaft der Vereinigten Staaten von Sonderdiensten streng bewacht wurde. Am 4. März 1950 wurde Hussjak vom NKWD verhaftet und im Lonzki-Gefängnis festgehalten. Dort wurde sie gefoltert, um Schuchewytschs Aufenthaltsort preiszugeben. Unter anderem wurde sie mit Zigaretten verbrannt und ihre Finger wurden mit einer Tür gequetscht. Ihre Mutter wurde geschlagen, um Hussjak zum Reden zu bringen. Die Ermittler testeten auch ein Psychopharmakon an ihr und schleusten in ihre Zelle eine Agentin namens „Rosa“ ein, die zunächst für die Geheime Staatspolizei arbeitete und später vom sowjetischen Geheimdienst rekrutiert wurde. Sie stellte sich als Mitglied der nationalistischen Untergrundbewegung vor, jedoch glaubte Hussjak ihr nicht. Sie wurde zu 25 Jahren Haft verurteilt.
Sie verbüßte ihre Strafe in Werchneuralsk und später im Gefängnis von Wladimir. Die Gefängnisstrafe wurde vom Gericht durch eine Lagerstrafe ersetzt. 1969 wurde sie in ein Lager in Mordwinien überstellt. Nach ihrer Freilassung hatte Hussjak kein Aufenthaltsrecht in der Oblast Lwiw und zog daher nach Wolotschysk um bei Kateryna Saryzka zu leben. Sie arbeitete bis zu ihrer Pensionierung in einer Schneiderwerkstatt und verdiente ihren Lebensunterhalt mit Nähen und dem Versenden von Paketen an Gefangene. 1991 bekam Hussjak durch einen Beschluss der Werchowna Rada eine soziale Mindestrente. 1995 zog sie in eine Wohnung in Lwiw, die ihr von den örtlichen Behörden zur Verfügung gestellt wurde. Von 1995 bis 2004 war Hussjak die Vorsitzende der Allukrainischen Liga der ukrainischen Frauen.